# Le Quartz
Pour les articles homonymes, voir Quartz.
Résidence
Le Quartz est une salle de spectacles et un centre culturel de Brest devenu Scène nationale en 2001 et réservée aux spectacles vivants.

## Historique
Le Quartz est créé en 1988 à la suite de l'incendie qui détruit complètement le Palais des Arts et de la Culture le 26 novembre 1981. La reconstruction voit le jour sous l'ère de Georges Kerbrat, maire de Brest, après que Jacques Berthelot, élu maire en 1983, décida de conserver comme socle les parties épargnées par l'incendie, notamment le long de l'avenue Clemenceau. Au départ, le projet de l'équipe municipale de Francis Le Blé était d'imaginer un « nouvel espace culturel ».
Ce centre culturel de 20 000 m2 regroupe une grande salle de 1 500 places, une petite salle de 320 places, une salle méridienne d'une capacité de 200 à 350 places, une salle de répétition de cent places, une galerie d'exposition de 400 m2, un studio de danse et un studio de musique et d'un café des artistes.
Le Quartz est alors constitué de trois pôles artistiques que sont l'unité théâtrale (dirigée par Philippe Calvario, Julie Berès et Cédric Gourmelon), l'unité chorégraphique (dirigée par Gisèle Vienne, Benoît Lachambre et Herwann Asseh) et l'unité musicale (avec l'Ensemble Matheus et l'Ensemble Sillages). De plus, le Quartz accueille chaque année des metteurs en scène et chorégraphes en résidence, pour leur permettre de développer leurs projets artistiques.

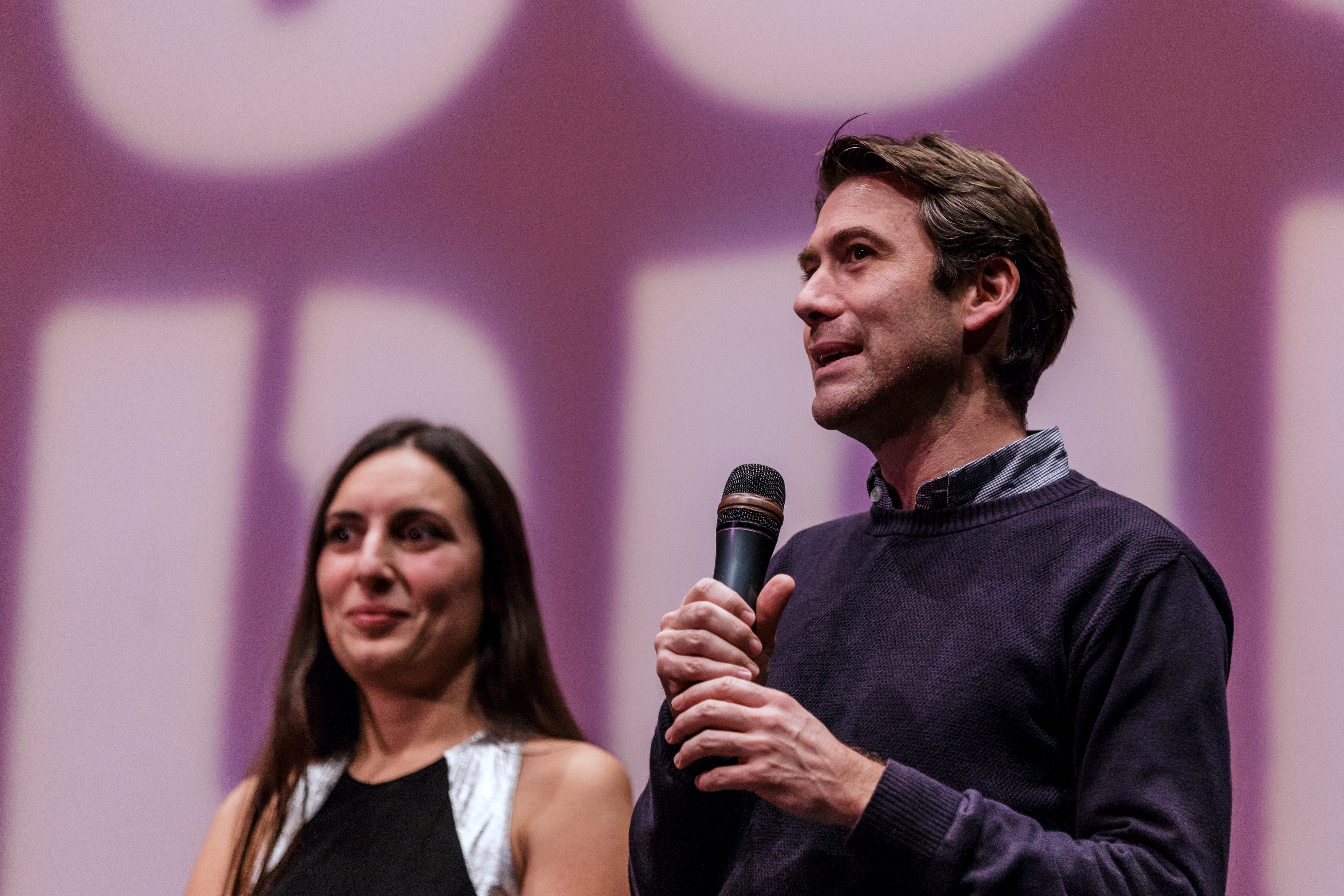
Matthieu Banvillet en 2016.

Le 12 janvier 2001, la salle devient Scène nationale. Depuis 2005, le Quartz est l'une des premières scènes nationales par sa fréquentation avec plus de 100 000 places occupées annuellement, en dehors de ses manifestations particulières, portant le nombre total à plus de 200 000 spectateurs.
Jacques Blanc, arrivé au Quartz dès l'inauguration en tant que conseiller artistique, devient directeur un an plus tard. Il quitte ses fonctions le 1er janvier 2011 pour être remplacé par Matthieu Banvillet, administrateur du Quartz depuis 2005, et bras droit de Jacques Blanc.
En 2021, Maïté Rivière est nommée à la direction puis, suite à son départ, elle sera remplacée pendant une année d'intérim par Paul-Jacques Hulot.
Depuis 2024, c'est Anne Tanguy qui a été nommée directrice du Quartz avec son projet alliance, altérité et solidarité.

### Rénovation
Plus de trente ans après sa création, le lieu a été complètement rénové par le cabinet Blond & Roux architectes d'avril 2021 à avril 2023 pour un budget prévisionnel d'environ 16 millions d'euros. Pendant cette période, les spectacles ont été délocalisés hors les murs en d'autres lieux.

## Manifestations
En plus de sa programmation des arts vivants, comprenant environ 80 spectacles par saison (dont une douzaine de créations annuelles) et 257 représentations, Le Quartz organise chaque année :
- le festival des musiques populaires du monde NoBorder (décembre),
- le festival Dañsfabrik (février-mars)

et accueille :
- le Festival européen du film court de Brest organisé par l'association Côte Ouest (novembre),
- la première manche du championnat national des bagadoù de première catégorie tous les ans en février.
- Le festival de la radio « Longueur d'ondes » (janvier) ;

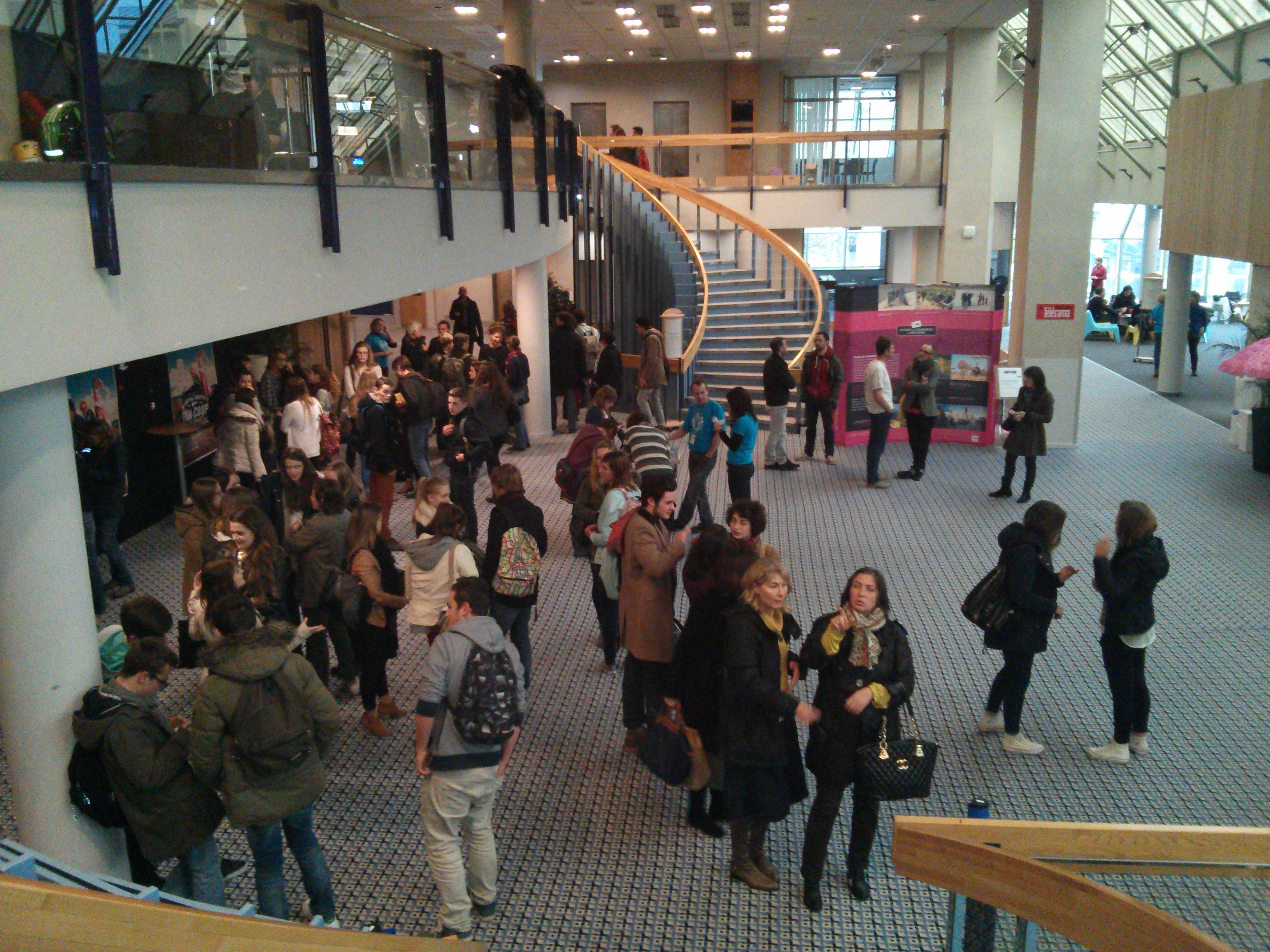
Hall
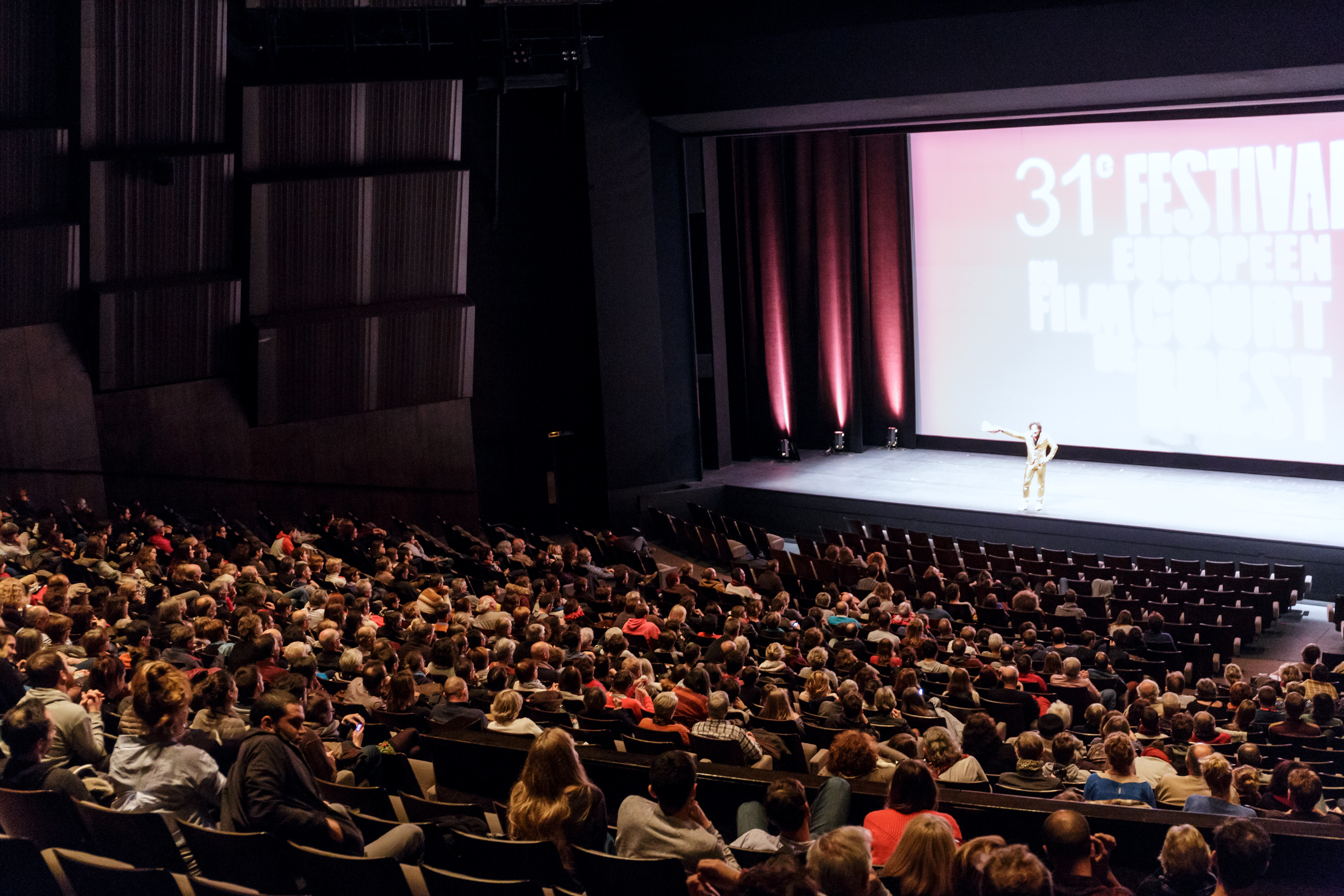
Grand théâtre
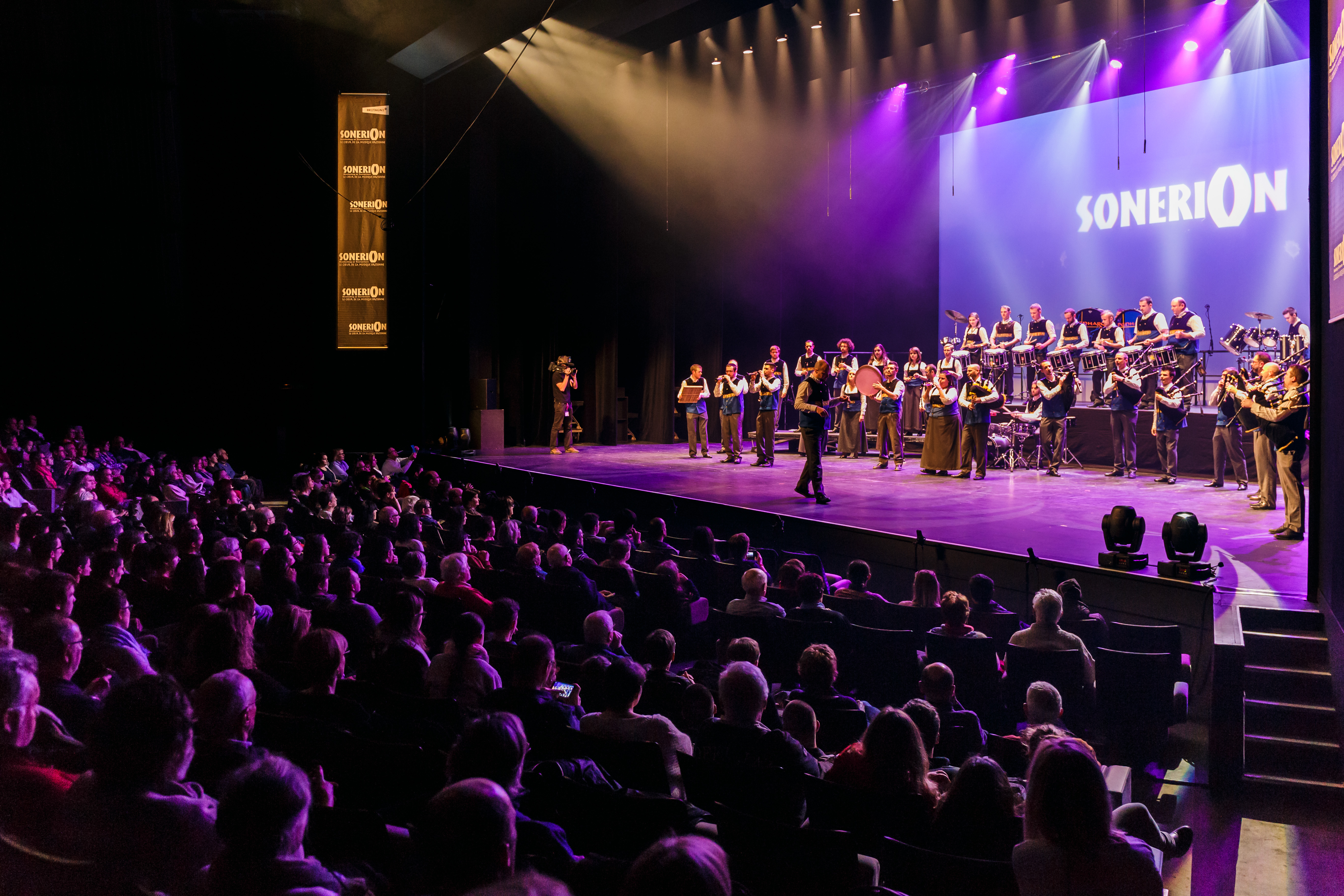
Championnat national des bagadoù 2017